# Pristomyrmex mendanai
Pristomyrmex mendanai é uma espécie de formiga do gênero Pristomyrmex, pertencente à subfamília Myrmicinae.